# Azara (genre)
Pour les articles homonymes, voir Azara.
Genre
Classification phylogénétique
Azara est un genre de plantes à fleurs de la famille des Flacourtiaceae en classification classique, ou de la famille des Salicaceae en classification phylogénétique APG III (2009). Il comprend dix espèces  originaires des régions tempérées et subtropicales de l'Amérique du Sud.
Ce sont des arbustes à feuillage persistant ou de petits arbres de 1 à 8 m de haut. Les feuilles sont alternes, ou chez certaines espèces, elles semblent opposées, sont simples de 1 à 9 cm de long et de 0,5 à 5 cm de large. Les fleurs sont petites, jaune ou verdâtre, très parfumées, avec 4 à 5 lobes au niveau du calice mais sans pétales, mais avec des étamines bien visibles, longues, souvent de couleur vive; la floraison se fait au printemps. Le fruit est une baie rouge ou noire de 3 à 10 mm de diamètre.
Plusieurs espèces sont cultivées comme plantes d'ornement dans les jardins.

## Espèces
Selon [réf. nécessaire] :
- Azara alpina
- Azara celastrina
- Azara dentata
- Azara integrifolia
- Azara lanceolata
- Azara microphylla
- Azara petiolaris
- Azara salicifolia
- Azara serrata
- Azara uruguayensis